# Шилоподібний відросток променевої кістки
Шилоподібний відросток променевої кістки (лат. processus styloideus radii) — кістковий виступ на латеральній поверхні променевої кістки. Виступає навкоси донизу, має конічну форму, міцну структуру. Сухожилок плечо-променевого м'яза кріпиться в його основі, а променева коллатеральна зв'язка зап'ястка — до вершини. На латеральній поверхній присутня плоска борозна, де кріпляться сухожилки довгого відвідного м'яза великого пальця і короткого м'яза-розгинача великого пальця.
Перелом променевої кістки в ділянці шилоподібного відростка відомий як «перелом шофера» і як правило, спричинюється компресією човноподібної кістки зап'ястка на відросток.